# Myotis ruber
Myotis ruber је врста слепог миша из породице вечерњака (лат. Vespertilionidae).

## Распрострањење
Врста је присутна у Боливији, Бразилу, Парагвају и Уругвају.

## Станиште
Врста Myotis ruber има станиште на копну.

## Угроженост
Ова врста је на нижем степену опасности од изумирања, и сматра се скоро угроженим таксоном.

### Популациони тренд
Популациони тренд је за ову врсту непознат.